# Mazeusz és Mitriadész kapuja
Mazeusz és Mitriadész kapuja az epheszoszi romvárosban, Celsus könyvtára mellett áll, az agora egyik bejárata volt.

## Története
Az agorának három bejárata volt, északon a Kikötő utcából, valamint egy délkeleten és egy nyugaton. A kapuk közül a délkeleti maradt fenn a legjobb állapotban, amelyet két felszabadított rabszolga, Mazeusz és Mitriadész emeltetett hálából. Ez az egyetlen nagyobb méretű építménye az Augustus római császár idején végrehajtott építési programnak, amely túlélte a 23-as földrengést.
A kapunak három nyílása van, a két szélsőt 1,5 méterrel a középső elé tolták. A kapunyílásokat azonos szinten elhelyezett boltívek kötik össze, a boltozatok feletti pártafalra virágfrízeket véstek. A két szélső kapuív felett latin, középen görög nyelvű szöveg van. Ezek arról tájékoztatják az utókort, hogy a kaput az Augustus és Marcus Vipsanius Agrippa által felszabadított két rabszolga, Mazeusz és Mitriadész emeltette. Epheszoszban találtak egy sírkövet, amely szerint Mitriadész Agrippa felszabadított rabszolgája volt, így Mazeus valószínűleg Augustusnak köszönhette szabadságát.
Hálából kaput emeltek Augustus, felesége Livia Drusilla Augusta, vejük Agrippa és lányuk, Agrippa felesége, Iulia Caesaris tiszteletére. Az Augustus nevéhez kapcsolt címek alapján a kaput az időszámítás előtti 3-4-ben építették. Agrippa ekkor már kilenc éve halott volt, özvegye pedig férjhez ment Tiberiushoz. A szöveg ezért diplomatikusan nem említi, hogy Iulia Agrippa felesége volt, hanem Augustus lányaként emlékezik meg róla.
A feliratokat eredetileg aranyozott bronzbetűkből állították össze, jelenleg csak az egykori tartóiknak falba fúrt lyukai láthatók. A latin és a görög szöveg nem teljesen azonos: a görögben az áll, hogy a kaput korábban az epheszoszi népnek ajánlották, a latinból ez hiányzik. A bal oldali latin felirat említi Augustust, a jobb oldali Agrippát, és az építtetők nevét. A kutatások szerint a két szélső kapun más szobrászok dolgoztak. A boltívet a Celsus-könyvtár felőli oldalon fekete, a másikon fehér márvány borította. Elképzelhető, hogy a kapu a két építtető emlékműve is volt, mert egy közelben talált felirat szerint Mazeuszt és Mitriadészt patrónusa kapuszárnyánál temették el.
A kaput úgy építették meg, hogy járművek is használhassák, ezért járdaszintje egy magasságban volt a piac földjével, a másik oldalon pedig a térrel, ahova egy évszázad múlva felépítették Celsus könyvtárát. A tér azonban kövezett volt, így nem nyelte el az esővizet, amely a kapun keresztül befolyt a piacra, sárral árasztva el a területet. Az 1903-as ásatások feltárták, hogy emiatt csatornát építettek később az építmény alá, amely a tengerhez vezette az esővizet. Emellett a kapu járdáját megemelték, ami viszont lehetetlenné tette a járművek áthaladását. A kaput 1980-1989-ben restaurálták.